# C11orf21
C11orf21 (англ. Chromosome 11 open reading frame 21) – білок, який кодується однойменним геном, розташованим у людей на 11-й хромосомі. Довжина поліпептидного ланцюга білка становить 132 амінокислот, а молекулярна маса — 14 447.
| 10         |  | 20         |  | 30         |  | 40         |  | 50         |
| ---------- |  | ---------- |  | ---------- |  | ---------- |  | ---------- |
| MGRTWCGMWR |  | RRRPGRRSAV |  | PRWPHLSSQS |  | GVEPPDRWTG |  | TPGWPSRDQE |
| APGSMMPPAA |  | AQPSAHGALV |  | PPATAHEPVD |  | HPALHWLACC |  | CCLSLPGQLP |
| LAIRLGWDLD |  | LEAGPSSGKL |  | CPRARRWQPL |  | PS         |  |            |

A: Аланін

C: Цистеїн

D: Аспарагінова кислота

E: Глутамінова кислота

G: Гліцин

H: Гістидин

I: Ізолейцин

K: Лізин

L: Лейцин

M: Метіонін

P: Пролін

Q: Глутамін

R: Аргінін

S: Серин

T: Треонін

V: Валін

Локалізований у цитоплазмі.